# Municipio Chaquí
Das Municipio Chaquí ist ein Verwaltungsbezirk im Departamento Potosí im südamerikanischen Anden-Staat Bolivien.

## Lage im Nahraum
Das Municipio Chaquí ist eines von drei Municipios in der Provinz Cornelio Saavedra. Es grenzt im Westen an die Provinz Tomás Frías, im Süden und Südosten an die Provinz José María Linares und im Norden und Nordosten an das Municipio Betanzos. Es erstreckt sich über etwa 50 Kilometer in nord-südlicher und in ost-westlicher Richtung.
Zentraler Ort des Municipios ist die Ortschaft Chaquí mit 793 Einwohnern (Volkszählung 2012) in der Nordwesthälfte des Municipios.

## Geographie
Das Municipio Chaquí liegt in den westlichen Tälern der bolivianischen Cordillera Central und ist von dem weiter westlich gelegenen Altiplano nur durch die Cordillera del Kari Kari getrennt, hinter deren Gebirgsrücken im Westen die Stadt Potosí liegt, Hauptstadt des Departamentos. Das Klima der Region ist gekennzeichnet durch ein Tageszeitenklima, bei dem die Temperaturschwankungen im Tagesverlauf deutlicher ausfallen als im Jahresverlauf.
Die jährliche Durchschnittstemperatur beträgt 15 °C (siehe auch Klimadiagramm Betanzos) und schwankt im Jahresverlauf zwischen 12 °C im Juni/Juli und 17 °C von November bis Januar. Der Jahresniederschlag liegt bei knapp 500 mm und weist eine deutliche Trockenzeit von April bis Oktober auf, mit Monatswerten zum Teil deutlich unter 25 mm, und eine kurze Feuchteperiode von Dezember bis Februar mit Monatsniederschlägen von etwa 100 mm.

## Bevölkerung
Die Einwohnerzahl des Municipios Chaquí hat sich zwischen 1992 und 2024 nur geringfügig verändert:
| Jahr | Einwohner | Quelle       |
| ---- | --------- | ------------ |
| 1992 | 9070      | Volkszählung |
| 2001 | 9644      | Volkszählung |
| 2012 | 9910      | Volkszählung |
| 2024 | 9262      | Volkszählung |

Die Bevölkerungsdichte des Municipios bei der letzten Volkszählung von 2024 betrug 21,5 Einwohner/km², der Anteil der städtischen Bevölkerung war 0 Prozent, der Anteil der unter 15-Jährigen an der Bevölkerung im Jahr 2001 lag bei 43 Prozent.
Der Alphabetisierungsgrad bei den über 19-Jährigen beträgt 56 Prozent, und zwar 75 Prozent bei Männern und 41 Prozent bei Frauen. 83 Prozent der Bevölkerung sind katholisch, 15 Prozent evangelisch. (1992)
Die Lebenserwartung der Neugeborenen liegt bei 64 Jahren. 84 Prozent der Bevölkerung haben keinen Zugang zu Elektrizität, 92 Prozent leben ohne sanitäre Einrichtung. (2001)
Die Region weist einen hohen Anteil an Quechua-Bevölkerung auf, im Municipio Chaquí sprechen 89,1 Prozent der Bevölkerung Quechua.

## Politik
Ergebnis der Regionalwahlen (concejales del municipio) vom 4. April 2010:
| Wahlberechtigte |  | Stimmen | gültig |  | MAS-IPSP | A.A.O.Q. | AS     | COPA   |
| --------------- |  | ------- | ------ |  | -------- | -------- | ------ | ------ |
| 4.298           |  | 3.477   | 2.186  |  | 1.348    | 394      | 224    | 220    |
|                 |  | 80,9 %  | 62,9 % |  | 61,7 %   | 18,0 %   | 10,2 % | 10,1 % |

Ergebnis der Regionalwahlen (elecciones de autoridades políticas) vom 7. März 2021:
| Wahl- berechtigte |  | Wahl- beteiligung | gültige Stimmen |  | MAS-IPSP | PAN-BOL | AS      | PUKA SUNQU |
| ----------------- |  | ----------------- | --------------- |  | -------- | ------- | ------- | ---------- |
| 4.656             |  | 3.707             | 2.747           |  | 1.402    | 398     | 278     | 247        |
|                   |  | 79,62 %           | 74,10 %         |  | 51,04 %  | 14,49 % | 10,12 % | 8,99 %     |

## Gliederung
Das Municipio untergliedert sich in die folgenden beiden Kantone (cantones):
- 05-0302-01 Kanton Chaquí – 91 Ortschaften – 8.911 Einwohner (Volkszählung 2012)
- 05-0302-02 Kanton Coipasi – 16 Ortschaften – 999 Einwohner

## Ortschaften im Municipio Chaquí
- Kanton Chaquí
  - Chiutari 924 Einw. – Chaquí 793 Einw. – Chaquí Baños 751 Einw.

- Kanton Coipasi
  - El Palomar 288 Einw. – Coipasi 199 Einw.